# Francisco Latzina
Francisco Latzina (Brno, Moravia, 2 de abril de 1845-Buenos Aires, 7 de octubre de 1922) fue astrónomo, cartógrafo, meteorólogo y matemático. Radicado en Buenos Aires a comienzos de la década de 1870, se desempeñó en distintos cargos públicos y colaboró en el proyecto de conformación del estado nacional argentino.

## Biografía
Entre 1873 y 1875 trabajó en el Observatorio Nacional Argentino. Al año siguiente, estuvo al frente de la cátedra de Matemáticas de la Facultad de Ciencias Físico-Matemáticas Universidad de Córdoba. En 1880, fue designado Jefe de la Oficina de Estadística Nacional, que dirigió hasta 1914. También fue miembro de la Academia Nacional de Ciencias y de numerosas asociaciones dedicadas al estudio de la geografía, la estadística y la historia.

## Distinciones
- Exposición Universal de París (medalla de oro, 1889)
- Exposición Universal de Chicago (diploma, 1892)

## Obras destacadas
- Diccionario geográfico argentino (1886)
- Geografía de la República Argentina (1888)